# توتورقان
توتورقان (به ترکی آذربایجانی: Tuturqan) نام روستایی تُرک نشین در آذربایجان ایران است.
زبان مردم این روستا ترکی آذربایجانی بوده و پیرو دین اسلام و مذهب شیعه ی اثناعشری می باشند.

## جمعیت
روستای توتورقان براساس سرشماری سال ۱۳۸۵ هجری شمسی ۴۴۵ نفر جمعیت داشت که این عدد در سرشماری سال ۱۳۹۵ هجری شمسی به ۱۸۹ نفر کاهش یافت.